# Биено (Ломбардия)
Вижте пояснителната страница за други значения на Биено.
Биѐно (на италиански: Bienno, на източноломбардски: Bièn, Биен) е малко градче и община в Северна Италия, провинция Бреша, регион Ломбардия. Разположено е на 445 m надморска височина. Населението на общината е 3568 души (към 2013 г.).